# Crime & Investigation Network (Europa)
Crime + Investigation (conocido como CI) es un canal de televisión pan-Europeo que emite programas relacionados con el crimen, la investigación y el misterio. Es propiedad y operado por A+E Networks y Sky. Mientras que AMC Networks International DMC es responsable de la distribución de la señal a través de la Europa continental y las subsidiarias de AMC Networks International, son los representantes de distribución alrededor de Europa. En España, se denomina Crimen + Investigación y en Portugal, se llama Crime + Investigation y es operado por The History Channel Iberia. La versión en portugués está disponible. También se transmite en los países africanos de habla portuguesa (Angola, Cabo Verde, Guinea-Bissau, Mozambique y santo Tomé y Príncipe).
Su programación es en su mayoría en inglés y con subtítulos o doblaje locales. Está disponible a través de numerosos operadores de TV por satélite, cable, TDT, IPTV y distribuidores de toda Europa, Medio Oriente y África. En algunos países, se emite publicidad y anuncios locales entre programas.
Una versión en alta definición fue lanzada en Sky UK, el 5 de noviembre de 2008. CI HD originalmente emitía una programación diferente a la del canal de definición estándar y de compartía tiempo con Bio. HD. El 3 de julio de 2012, Bio. HD cerro para permitir a CI HD transmitir las 24 horas del día, en simultáneo con el canal de definición estándar.
Una versión del canal con una hora de retraso con el nombre de CI +1 fue lanzada en Sky el lunes 2 de marzo de 2009.
El canal fue lanzado en Países Bajos en julio de 2011. Una versión en italiano se puso en marcha el 17 de diciembre de 2013 en Sky Italia.
Se lanzó en BT el 15 de agosto de 2013 y TalkTalk el 28 de agosto de 2014.